# Franz Schiemer
Franz Schiemer (Haag am Hausruck, 21 maart 1986) is een Oostenrijkse voetballer (verdediger) die sinds 2009 voor de Oostenrijkse eersteklasser Red Bull Salzburg uitkomt. Voordien speelde hij onder meer voor Austria Wien. Met Austria Wien werd hij in 2006 Oostenrijks landskampioen en won hij in 2007 en 2009 de Beker van Oostenrijk. Met Salzburg werd hij landskampioen in 2010.

## Interlandcarrière
Schiemer speelde sinds oktober 2007 in totaal 23 wedstrijden voor de Oostenrijkse nationale ploeg, daarin kon hij vier keer scoren. Zijn debuut was een wedstrijd tegen Zwitserland.

## Erelijst
Austria Wien
- Oostenrijks landskampioen

2006
- ÖFB Pokal

2006
 Red Bull Salzburg
- Landskampioen

2010, 2012, 2014